# Tomografía por emisión de positrones

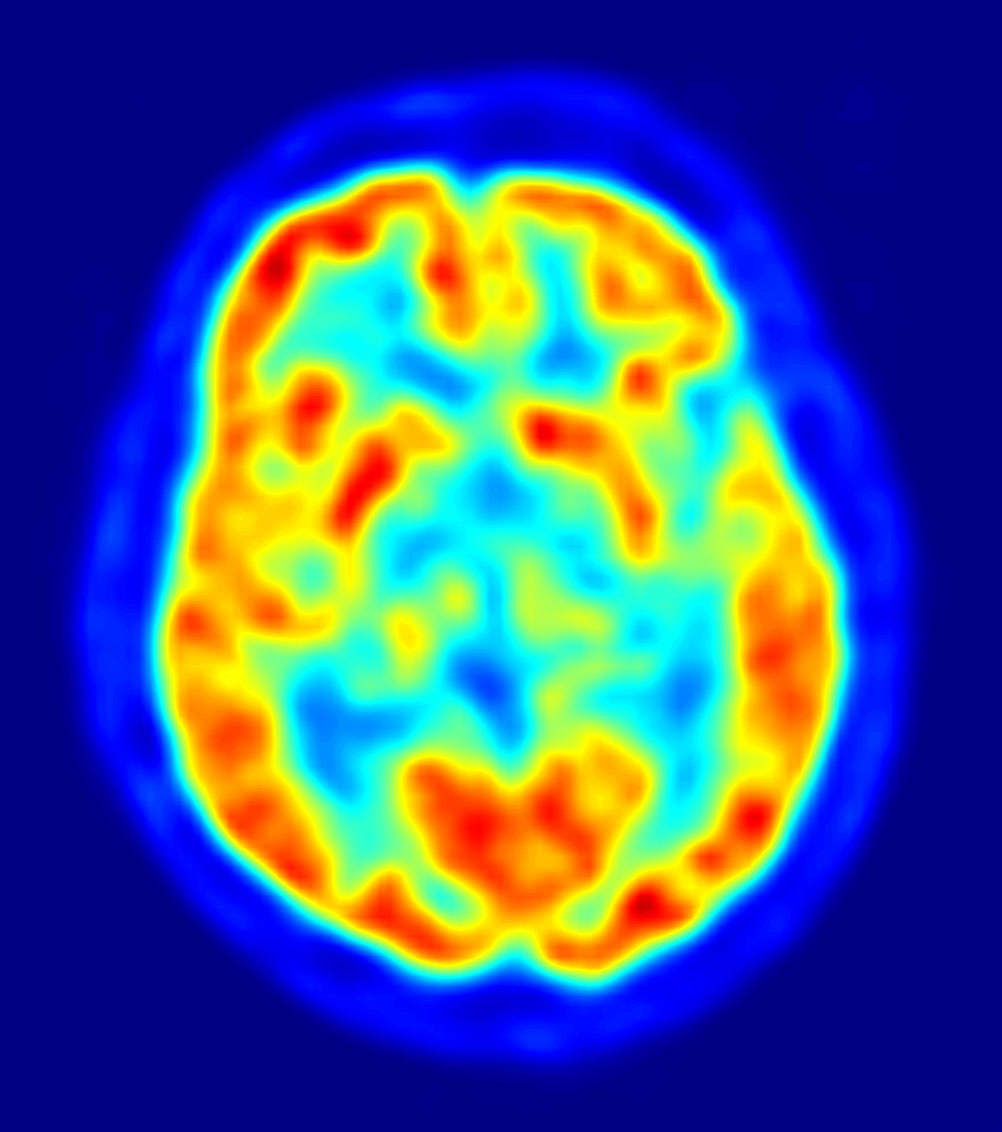
Imagen capturada en una PET cerebral típica.

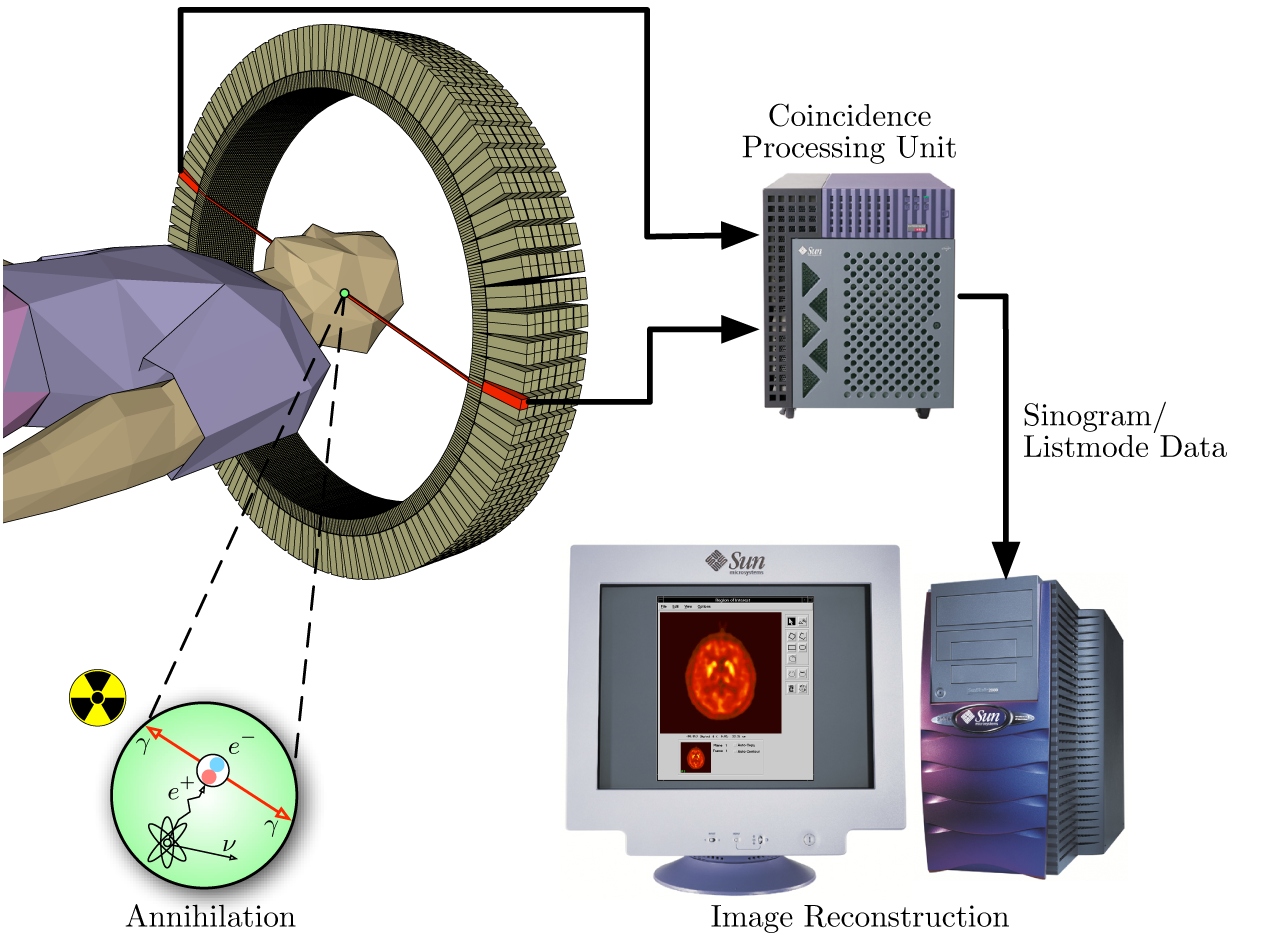
Esquema del proceso de captura de la PET.

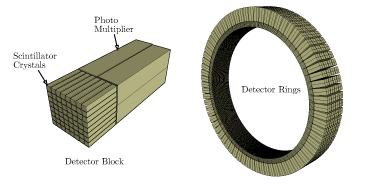
Vista esquemática de un tomógrafo PET (aquí: Siemens ECAT Exact HR+).

La tomografía por emisión de positrones (TEP o PET, por las siglas en inglés de positron emission tomography) es una tecnología sanitaria propia de una especialidad médica llamada medicina nuclear.
Se trata de una técnica similar a la tomografía computarizada (TC) en la cual el escáner detecta la radiación usando un anillo detector. Sin embargo, se diferencian en que la primera técnica usa una radiación emitida desde dentro del cuerpo, mientras que la segunda la radiación se transmite a través del cuerpo.
Otra diferencia fundamental con la TC es que la PET se trata de una técnica de imagen funcional. Esto significa que permite obtener información sobre dónde y cómo está teniendo lugar un determinado proceso metabólico dentro del organismo. Esto es significativamente diferente a la finalidad de la TC, que se trata de una técnica de imagen estructural, es decir, que obtiene información sobre la estructura de los tejidos, no de su función.
La tomografía por emisión de positrones es una técnica invasiva —el radiofármaco se inyecta por vía intravenosa— de diagnóstico e investigación in vivo por imagen capaz de medir la actividad metabólica del cuerpo humano. Al igual que el resto de técnicas diagnósticas en medicina nuclear como la Tomografía computarizada de emisión monofotónica  (SPECT), la PET se basa en detectar y analizar la distribución tridimensional que adopta en el interior del cuerpo un radiofármaco de vida media ultracorta administrado a través de una inyección intravenosa. Según qué se desee estudiar, se usan diferentes radiofármacos.
Existen varios radiofármacos emisores de positrones de utilidad médica. El más importante de ellos es el flúor-18, que es capaz de unirse a la 2-desoxi-D-glucosa para obtener el trazador fluorodesoxiglucosa (18FDG). Gracias a lo cual, tendremos la posibilidad de poder identificar, localizar y cuantificar, a través del SUV (Standardized Uptake Value), el consumo de glucosa. Esto resulta un arma de capital importancia al diagnóstico médico, puesto que muestra qué áreas del cuerpo tienen un metabolismo glucídico elevado, que es una característica primordial de los tejidos neoplásicos.
Además de la oncología, donde la PET se ha implantado con mucha fuerza como técnica diagnóstica, desplazando al TAC como primera opción diagnóstica en algunas indicaciones, otras áreas que se benefician de este tipo de exploraciones son la neurología y la cardiología. También tiene un gran papel en estudios de experimentación clínica.

## Historia
A finales de la década de 1950, David E. Kuhl, Luke Chapman y Roy Edwards fueron los primeros de introducir el concepto de tomografía de emisión y transmisión. Su trabajo llevó al diseño y construcción de varios instrumentos tomográficos en la Universidad de Pensilvania. En 1975, las técnicas de imagen tomográfica fueron desarrolladas por Michel Ter-Pogossian, Michael E. Phelps, Edward J. Hoffman y otros en la Facultad de Medicina de la Universidad de Washington. El trabajo de Gordon Brownell, Charles Burnham y sus asociados en el Hospital General de Massachusetts contribuyó significativamente al desarrollo de la tecnología PET además se desarrolló la primera demostración de radiación de aniquilación para imágenes médicas.
En 1961, James Robertson y sus asociados en el Laboratorio Nacional Brookhaven construyeron el primer escáner PET de un solo plano, apodado el "reductor de cabeza". [] Uno de los factores más importantes para la obtención de imágenes fue el desarrollo de radiofármacos. En particular, el desarrollo de 2-fluorodeoxi-D-glucosa (2FDG) marcado por el grupo Brookhaven bajo la dirección de Al Wolf y Joanna Fowler fue un factor importante en la expansión del alcance de las imágenes PET. El compuesto fue administrado por primera vez a dos voluntarios humanos normales por Abass Alavi en agosto de 1976 en la Universidad de Pensilvania. Las imágenes del cerebro obtenidas con un escáner nuclear ordinario (sin PET) demostraron la concentración de FDG en ese órgano. Más tarde, la sustancia se usó en escáneres tomográficos de positrones dedicados, para obtener el procedimiento moderno. La extensión lógica de la instrumentación de positrones fue un diseño que utiliza dos matrices bidimensionales. PC-I fue el primer instrumento que utilizó este concepto y fue diseñado en 1968, completado en 1969 e informado en 1972. Las primeras aplicaciones de PC-I en modo tomográfico, a diferencia del modo tomográfico computado, se informaron en 1970.
A principios del siglo XXI, la PET es una herramienta esencial para el ámbito del diagnóstico por imágenes, con múltiples aplicaciones clínicas. Su utilización es muy frecuente tanto en Europa como en Estados Unidos, extendiéndose por el resto de continentes. El único límite es el precio de los estudios.
Hoy en día, modernos equipos de Tomografía de Emisión de Positrones, realizan estudios de cuerpo entero en menos de 20 minutos. Además se ha llegado a lograr una resolución teórica menor de 0,5 cm. Estos equipos están constituidos por múltiples anillos de detectores. A algunos de los equipos de PET se les añade un escáner, y se convierten en equipos híbridos de PET-CT. De esta forma se mejora la técnica de obtención de imágenes. Estos equipos híbridos además muestran una gran ventaja sobre los equipos únicamente PET, ya que permiten que se indique la posición anatómica exacta del foco de elevada actividad metábolitica, además se disminuye la tasa de falsos negativos o positivos. Se pueden identificar dirigidamente pequeñas lesiones.

## Fundamentos físicos
La obtención de imágenes de PET se basa en la detección de radiación emitida por un Radioisótopo inyectado en el paciente. Estos radioisótopos son isótopos de un elemento químico con una configuración nuclear inestable que emite radiación al decaer a una forma estable en un proceso que se conoce como decaimiento radioactivo.
La radioactividad del isótopo depende de la estabilidad del núcleo con base en la relación existente entre su número atómico y su masa. En general, para elementos con un número atómico inferior a 20 es necesaria una relación 1:1 para que la configuración sea estable.

### Decaimiento radioactivo
Una desintegración radiactiva es la emisión de partículas a partir de un núcleo inestable, el cual pierde energía. El objetivo último de la desintegración obedece a tratar de encontrar una forma más estable, a base de modificar la relación de protones y neutrones en el núcleo atómico. Para lograr este objetivo, se emitirá radiación.
El decaimiento es un proceso que caracteriza de forma única a cada radioisótopo. En el caso de PET se buscan radiofármacos cuya vida media efectiva sea corta ya que al emitir radiación ionizante (alta energía) es necesario buscar el menor impacto en el cuerpo del paciente.
La emisión de radiación puede ser principalmente de tres tipos: emisión de partículas α, emisión de partículas β o radiación γ.

#### Emisión de partículas α
Una partícula α es un núcleo de 4He, esto es dos protones y dos neutrones. La emisión de una partícula α, sigue la reacción:
{\displaystyle {\ce {^{A}_{Z}X-> ^{A-4}_{Z-2}Y + ^{4}_{2}He^2+}}}
Esta radiación no es interesante de cara a la técnica PET

#### Emisión de partículas β
Una partícula β es un electrón o un positrón, dando lugar a dos tipos de radiación, β- y β+ respectivamente. Las reacciones correspondientes a las radiaciones β- y β+ son, respectivamente:
{\displaystyle {\ce {n->p^{+}{}+e^{-}{}+{\bar {\nu _{e}}}}}}
Un núcleo atómico inestable con un exceso de neutrones puede experimentar una desintegración β- donde un neutrón se convierte en un protón, un electrón y un electrón antineutrino (la antipartícula del neutrino).
{\displaystyle {\ce {p^{+}->n{}+e^{+}{}+{\nu _{e}}}}}
los núcleos atómicos inestables con un exceso de protones pueden experimentar una desintegración β+, también llamada decaimiento de positrones, donde un protón se convierte en un neutrón, un positrón y un neutrino de electrones.
Una partícula β es equivalente a efectos prácticos a un electrón o un positrón, la diferencia entre estas partículas es el origen nuclear de las partículas β.
En el caso de PET interesa inyectar en el paciente radionucleidos emisores de radiación β+

#### Emisión de radiación γ
Se corresponde con radiación electromagnética (fotones) de energías del orden de los MeV o frecuencias superiores a 1019Hz. No es una desintegración en sí, es más bien un decaimiento a niveles energéticos menores. La configuración nuclear se mantiene, hay una reducción energética únicamente.
No existe un radioisótopo que decaiga directamente mediante la emisión de radiación gamma. Esta radiación está asociada a la emisión de fotones muy energéticos de especies intermedias metaestables, no del radioisótopo directamente. Es una radiación asociada a una radiación de tipo beta que se ha producido previamente.
{\displaystyle {\ce {^{A}_{Z}X^{m}-> ^{A}_{Z}X + \gamma}}}

#### Captura de electrones
Proceso alternativo a la desintegración beta positiva para bajas energías de emisión. Un electrón interno es capturado por el núcleo. Un protón del núcleo se une a este electrón formándose un neutrón. Debido al hueco que ha dejado, electrones más exteriores “caen” en cascada emitiéndose radiación característica.
Realmente este fenómeno de emisión de radiación no es interesante para la técnica PET sino para Rayos X

## Formación de la imagen
A medida que el radioisótopo emisor de radiación β+ inyectado en el paciente se desintegra, emite positrones. Cada uno de estos puede colisionar con un electrón cortical del tejido en el que está presente el radiofármaco. Esta aniquilación da lugar fundamentalmente a la emisión de dos rayos gamma de 511keV en la misma dirección y sentidos opuestos:
{\displaystyle {\ce {e^+ + e^- -> \gamma + \gamma}}}
La imagen se obtiene gracias a que los tomógrafos son capaces de detectar estos fotones gamma emitidos por el paciente. Para que estos fotones acaben por conformar la imagen deben detectarse ¨en coincidencia¨, es decir, al mismo tiempo; en una ventana de tiempo adecuada (nanosegundos), y además deben provenir de la misma dirección y sentidos opuestos. Además su energía debe superar un umbral mínimo que certifique que no ha sufrido dispersiones energéticas de importancia en su trayecto (fenómeno de scatter) hasta los detectores. Esta captación permite deducir que el radioisótopo se encuentra en la línea que une los detectores diametralmente opuestos. Esta línea que une ambos detectores recibe el nombre de línea de respuesta (LOR). La ventana de coincidencia depende directamente de la capacidad del cristal detector para producir luz.
Gracias a la simetría axial de los detectores, el almacenamiento de los datos en el equipo PET se simplifica. Cada adquisición se registra sobre la base de sus coordenadas polares (r, θ) y a esta representación se le denomina sinograma. Además, al finalizar la adquisición han quedado registradas el número de aniquilaciones en cada dirección, lo que permite asignar a la imagen final distintas intensidades en función de la concentración del radiofármaco. Estos sinogramas son similares a las proyecciones capturadas por un tomógrafo de CT. Sin embargo, el número de eventos registrados durante la adquisición es mucho menor en el caso de PET por lo que las imágenes aparecen más ruidosas.
En la práctica, hay que realizar un pre-procesamiento de los datos para intentar reducir o corregir las coincidencias aleatorias, los fotones que han sufrido scatter y otros factores que introduzcan ruido. Por otro lado para la reconstrucción de la imagen en sí, es común el uso de Filtered Back Projection (FBP) por su reducido coste computacional. Es posible utilizar otros algoritmos para la reconstrucción que tengan en cuenta las estadísticas de los datos recogidos, por ejemplo, el algoritmo de Shepp-Vardi.

## Escáner
La máquina de PET es muy parecida a la que se utiliza para hacer un TAC. Es una máquina grande con forma de anillo. En el interior se sitúa el paciente en una camilla. Antes de iniciar la prueba hay que administrar al paciente un radiofármaco. Puede ser por vía intravenosa, vía oral o vía inhalada, dependiendo de la sospecha diagnóstica.
El tomógrafo PET debe estar diseñado para detectar coincidencias en la emisión de rayos gamma por parte del radiotrazador. El sistema de detección consiste en un conjunto de anillos de detección compuestos por módulos independientes que reciben el nombre de bloques detectores. Cada bloque detector es una estructura matricial de cristales de centelleo acoplada a un número de tubos fotomultiplicadores cuya función es transformar la energía electromagnética en impulsos eléctricos. El cristal de centelleo más utilizado es el germanato de bismuto (BGO). Esta solución de módulos independientes es muy eficiente ya que cada bloque detector cuenta con su propia electrónica, por tanto, mientras un bloque detecta un evento y por tanto es incapaz de registrar otro dentro de esa ventana temporal, el resto de bloques pueden seguir registrando de forma independiente.

## Propiedades PET

### Velocidad
No es una técnica rápida por lo que el movimiento del paciente es una limitación y por lo tanto un problema a esta técnica. Haciendo que no sea una técnica con una buena resolución.
Una prueba PET puede durar desde 30 minutos hasta 3 horas. Después de este tiempo, el radioisótopo ha decaído a un nivel muy bajo, por ejemplo la vida media de la FDG es de 108 minutos.

### Radiación ionizante
Los rayos gamma, al igual que los rayos X son radiación de alta energía y por lo tanto peligrosa. Es una radiación ionizante que puede ser absorbida por los tejidos e interaccionar con él.

### Escáner PET requiere escáner TC
PET mide concentraciones de radioiósotopos a través de los rayos gamma que se emiten. Hay que tener en cuenta que los rayos gamma se atenúan por los tejidos que atraviesan. No todos los tejidos absorben la misma cantidad de radiación por tanto,para no falsear las medidas de concentración es necesario obtener el mapa de atenuación para corregir las lecturas de PET.

## Aplicaciones médicas

### Oncología
La utilización de la 18FDG por los procesos oncológicos se basa en que en el interior de las células tumorales se produce, sobre todo, un metabolismo fundamentalmente anaerobio que incrementa la expresión de las moléculas transportadoras de glucosa (de la GLUT-1 a la GLUT-9), el aumento de la isoenzima de la hexokinasa y la disminución de la glucosa-6-fosfotasa. La 18FDG sí es captada por las células pero al no poder ser metabolizada, sufre un ¨atrapamiento metabólico¨ gracias al cual se obtienen las imágenes.

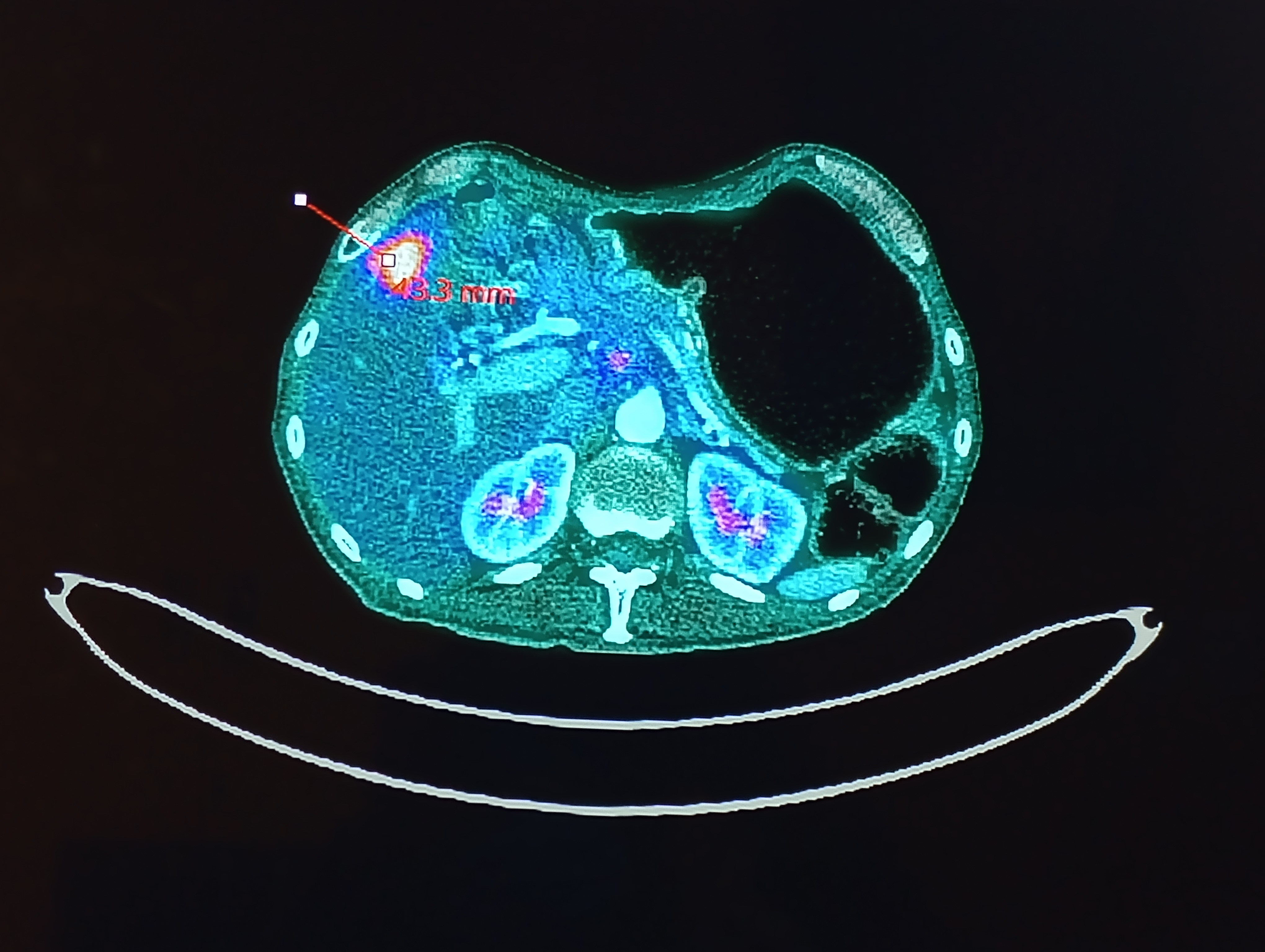
PET en región abdominal con metástasis

Así, la PET nos permite estimar los focos de crecimiento celular anormal en todo el organismo, en un solo estudio, por ser un estudio de cuerpo entero, por lo tanto nos permitirá conocer la extensión. Pero además sirve, entre otras cosas, para evaluar en estudios de control la respuesta al tratamiento, al comparar el comportamiento del metabolismo en las zonas de interés entre los dos estudios.
Para el paciente la exploración no es molesta ni dolorosa. Se debe consultar en caso de mujeres lactantes o embarazadas ya que en estas situaciones se debe de retrasar la prueba, o bien no realizarse. Se debe acudir en ayunas de 4-6 horas, evitando el ejercicio físico en el día previo a la exploración y sin retirar la medicación habitual. La hiperglucemia puede imposibilitar la obtención de imágenes adecuadas, obligando a repetir el estudio posteriormente. Tras la inyección del radiofármaco, el paciente permanecerá en una habitación en reposo. La exploración tiene una duración aproximada de 30-45 minutos.

### Cardiología
La aplicación de la técnica de PET más común en el ámbito de la cardiología es el estudio de la viabilidad miocárdica, utilizando como radiotrazador la 18F-FDG. La viabilidad miocárdica se define como la existencia de tejido miocárdico alterado en cuanto a contractilidad y perfusión pero que es capaz de recuperar la función si se restaura el flujo coronario. Es un estudio importante para poder diferenciar a pacientes con enfermedades coronarias o disfunción ventricular que puedan beneficiarse de técnicas de revascularización miocárdica en lugar de someterse a un trasplante cardíaco.
Mediante la PET podemos distinguir un miocardio hibernado (potencialmente reversible) de un miocardio aturdido. El miocardio utiliza como fuente primaria de energía los ácidos grasos cuyo metabolismo requiere de un importante proceso oxidativo. Sin embargo, cuando este suministro de oxígeno disminuye, el miocardio modifica su metabolismo hacia una glucólisis anaerobia. Por tanto la captación de FDG se preserva o incrementa.
Además es necesario estudiar la perfusión miocárdica mediante el uso de amonio marcado con nitrógeno-13.

### Neurología
La técnica de PET permite también el estudio de enfermedades neurodegenerativas como la Enfermedad de Alzheimer, otras demencias o el Parkinson, mediante el estudio metabólico del cerebro.
Como radiotrazador se utiliza la FDG dado que el metabolismo del cerebro se basa en un metabolismo de glucosa. La PET permite distinguir la Enfermedad del Alzheimer con una alta fiabilidad debido a la observación de una disminución en el metabolismo de la glucosa. También se pueden observar patrones de alteración metabólica definidos en el caso de los parkinsonismos y el estudio de este hipometabolismo en pacientes con epilepsia permite diferenciar qué pacientes podrían beneficiarse de una cirugía.
Además mediante PET es posible el diagnóstico de enfermedades cerebrovasculares mediante el estudio de la perfusión vascular cerebral. Para este diagnóstico es necesario utilizar como radiofármaco oxígeno-15

## Preparación del paciente
Para el paciente la prueba no es dolorosa ni tampoco molesta, Debe llevar ropa libre de metal y cómoda.
Es importante que el paciente acuda en ayuno; no coma ni beba nada a excepción de agua natural (sin gas) por lo menos 4 horas antes del inicio de la prueba. Debe beber mucha agua para asegurarse que acude al examen hidratado.
En caso del que el paciente sea diabético, hay que tener un especial cuidado. Esto se debe a que el FDG es muy similar a la glucosa, el equilibrio entre los niveles de azúcar en sangre e insulina puede tener un gran impacto en la calidad de las imágenes de la PET y, por tanto, influir mucho en la capacidad para detectar tumores en las imágenes. Esto puede dar lugar a un proceso complejo, puesto que tanto un nivel alto de azúcar en sangre como uno de insulina elevado puede generar imágenes de muy mala calidad y provocar fallos en la interpretación de los resultados. El objetivo es planificar su consumo de alimentos y dosis de medicamentos de tal forma que sus niveles de insulina sean bastante bajos, pero su nivel de azúcar en sangre no sea demasiado elevado. Esto suele lograrse estando en ayunas y no tomando sus medicamentos en los momentos previos a su tomografía PET/CT. Por lo tanto el paciente diabético debe programar la toma de insulina de tal forma que no necesite suministrársela 4 horas antes de la prueba. Antes de comenzar con la prueba, se le tomará una medida de glucosa. Debe ser inferior a 180 para poder realizarle la prueba.
Debe evitarse durante el embarazo, especialmente en el primer trimestre, ya que existe riesgo de radiación al feto. También es conveniente evitar este tipo de pruebas durante la lactancia ya que algunos radiofármacos pueden eliminarse por la leche materna, por lo que conviene informar al médico de que se está dando de mamar antes de realizar la prueba. Como solución las madres deben evitar la lactancia después de la realización de la prueba. En previsión del espacio de tiempo en el que no se va a poder dar de mamar, la madre puede sacarse leche antes de la prueba y almacenar la cantidad suficiente como para cubrir las necesidades del niño durante ese periodo. El tiempo que hay que esperar tras la prueba dependerá del radiofármaco administrado, pero en general son pocas horas.
Para poder realizar una interpretación precisa de su tomografía, es necesario conocer una serie de detalles acerca de su estado de salud y antecedentes médicos. Antes de la prueba, el paciente deberá informar al técnico de lo siguiente:
- Medicamentos que esté tomando.
- Cirugías y otros procedimientos médicos importantes a los que se haya sometido, incluidas las fechas de cada uno.
- Información sobre los tratamientos de quimioterapia que haya recibido, incluida la fecha de su última terapia.
- Información sobre los tratamientos de radioterapia que haya recibido, incluidas las fechas y la parte del cuerpo tratada.
- Cualquier otro tipo de tratamiento contra el cáncer que haya recibido.
- Cualquier medicamento estimulante de la médula ósea y la fecha en que lo tomó por última vez.
- Todos los estudios de imágenes diagnósticas recientes (CT, PET/CT, MRI, etc.) que le hayan realizado

La mayoría de los pacientes deberá beber varias tazas de contraste oral antes de la exploración (o bien se le inyectará) y permanecer en reposo. La duración de la prueba puede variar desde 30 minutos hasta 2 horas.